# Етьєн Моріс Фальконе
Етьє́н Морі́с Фальконе́ (фр. Étienne Maurice Falconet, 1 грудня, 1716, Париж — 24 січня 1791, Париж) — відомий французький скульптор 18 століття.

## Біографія

### Походження та навчання
Походить з ремісників. Професійне навчання отримав у рідного дядька, що працював з мармуром та в майстерні придворного портретиста-скульптора на ім'я Жан Батіст Лємуан. Але сам портретистом не став, бо мав інший хист.
Самотужки вивчав твори своїх скульпторів — попередників в парку Версаль, де фактично був музей французької скульптури 17 століття просто неба.

### Прийняття в академію

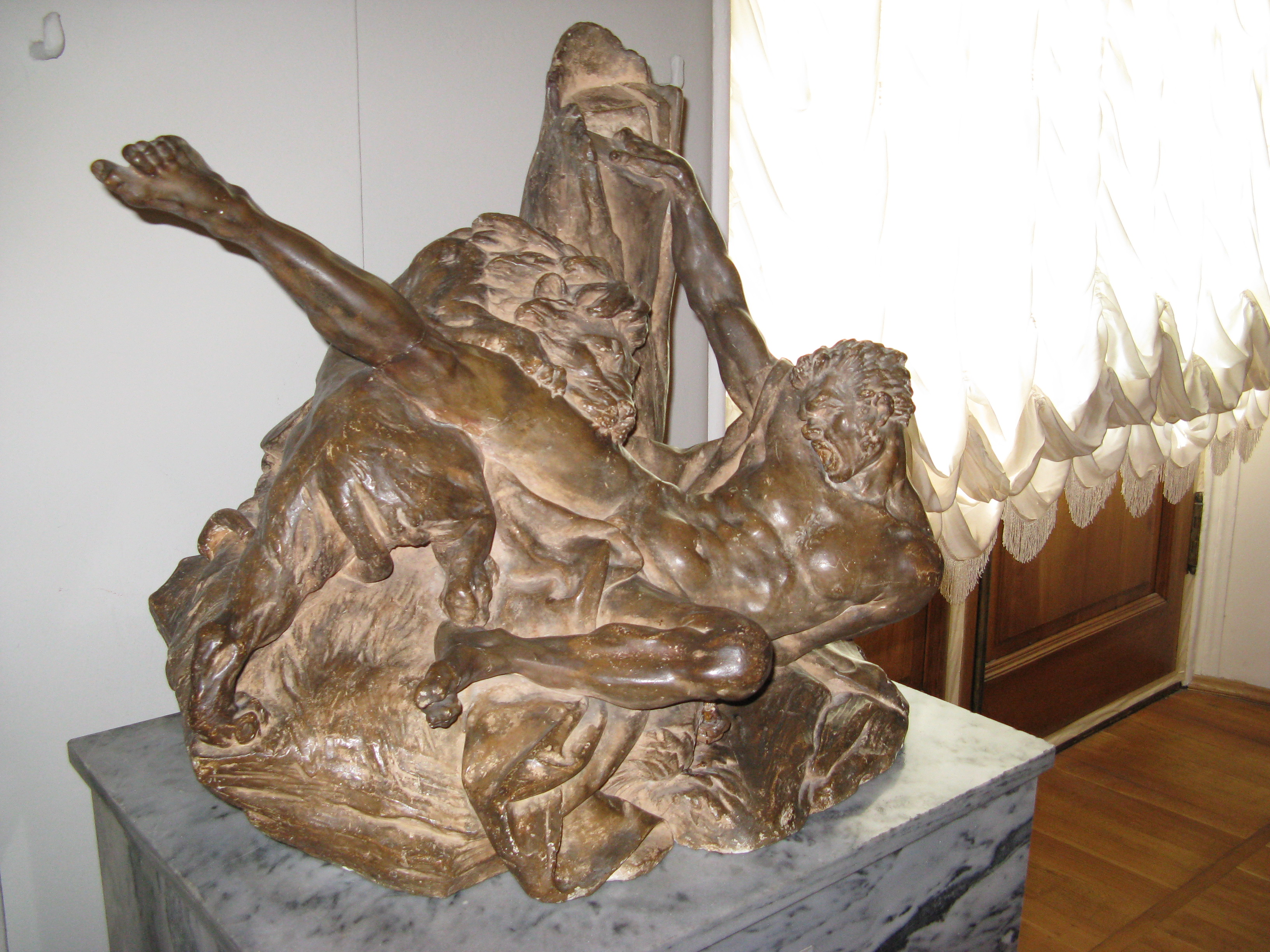
Смерть Мілона Кротонського (теракота, Ермітаж)

У 1744 році був прийнятий у Паризьку академію мистецтв після виконання конкурсного твору — скульптурної групи «Смерть Мілона Кротонського». Митець представив античного героя в момент безпорадності: під час корчування дерева Мілон защемив руку, а на нього напав лев. Митець виконав групу у двох матеріалах — в теракоті та в мармурі. Мармурову — представив у академію. Теракота Фальконе пізніше потрапить в музей Ермітаж.

### Твори в церкві Св. Роха
Доброю школою у 1753 — 1766 рр. для скульптора стала праця над декором двох каплиць у церкві Св. Роха в Парижі. Він створив власні версії розповсюджених біблійних сюжетів («Благовіщення» та інші). Але в буремні роки французької революції радикально налаштовані натовпи розбили скульптурні твори Фальконе. Єдина збережена до 20 століття — Христос в Гетсиманському саду (Моління про чашу).

## Покровительство мадам Помпадур

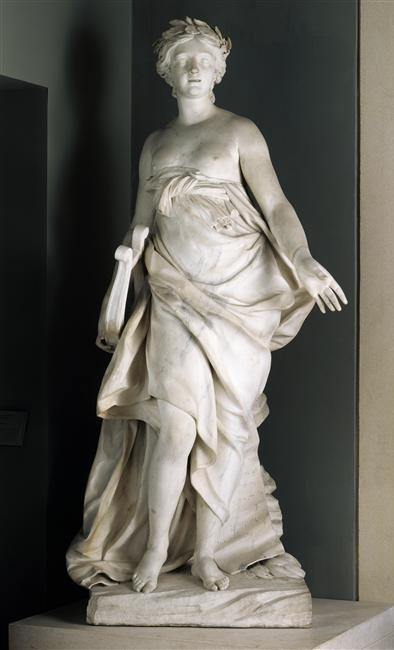
Етьєн Моріс Фальконе. «Алегорія музики», для заміського палацу мадам Помпадур Бельвю, Медон.

Талановитого скульптора, що добре порався з теракотою та мармуром, угледіла маркіза де Помпадур. Фактична володарка влади у Франції та відома меценатка, Помпадур залучила скульптора до праці в Севрській порцеляновій мануфактурі. У Франції скульптори отримують усе менше замов на скульптури для садів бароко, що поступаються місцем пейзажним паркам. Фальконе, що навчався на мармурах садів бароко, в творах з бісквіту (різновиду порцеляни) дав в Севрі волю своєму декораторському хисту. Легкі й грайливі фігурки стали найкращим надбанням стилю рококо середини 18 століття.

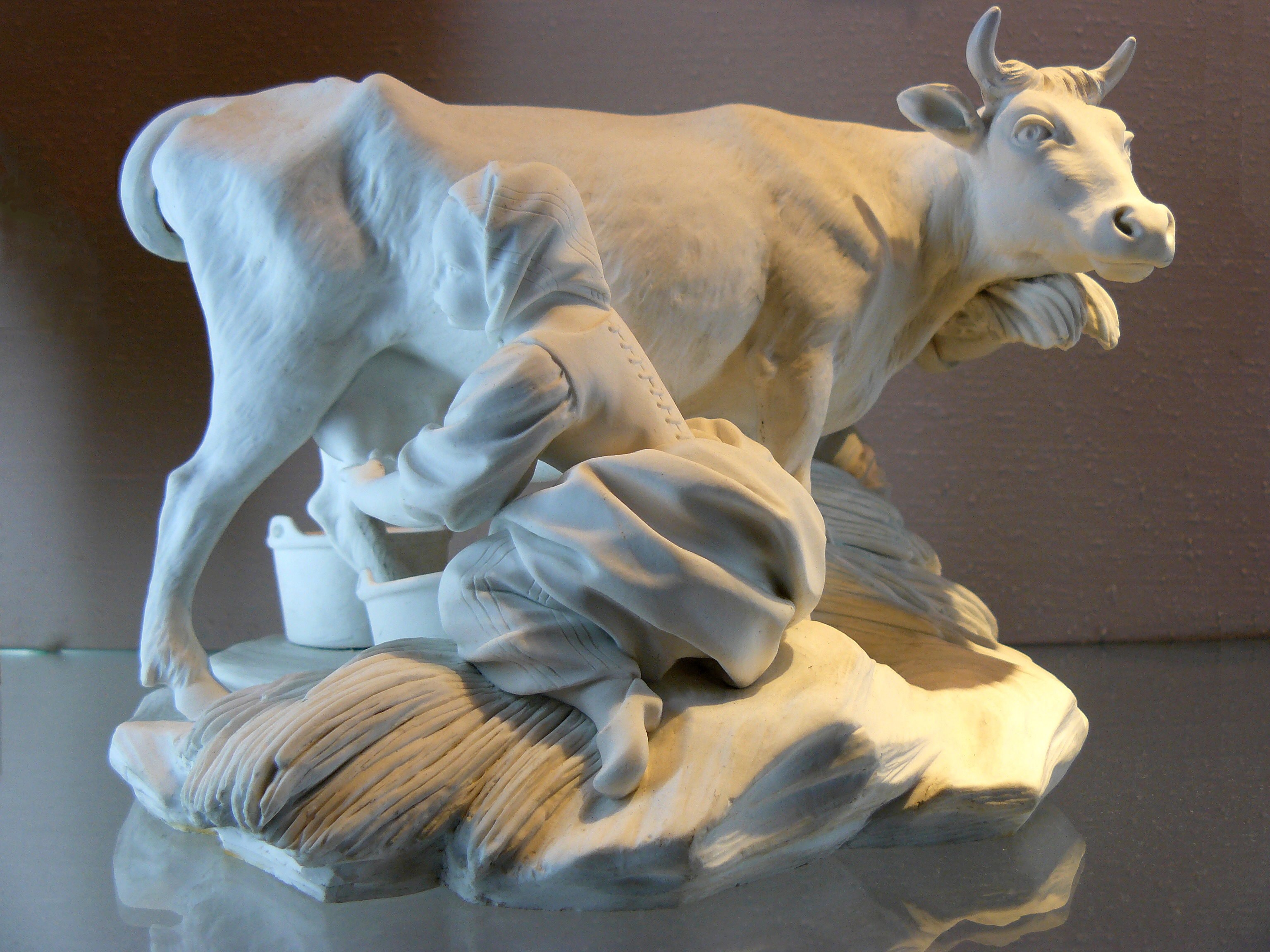
Мала доярка, Севр, бісквіт
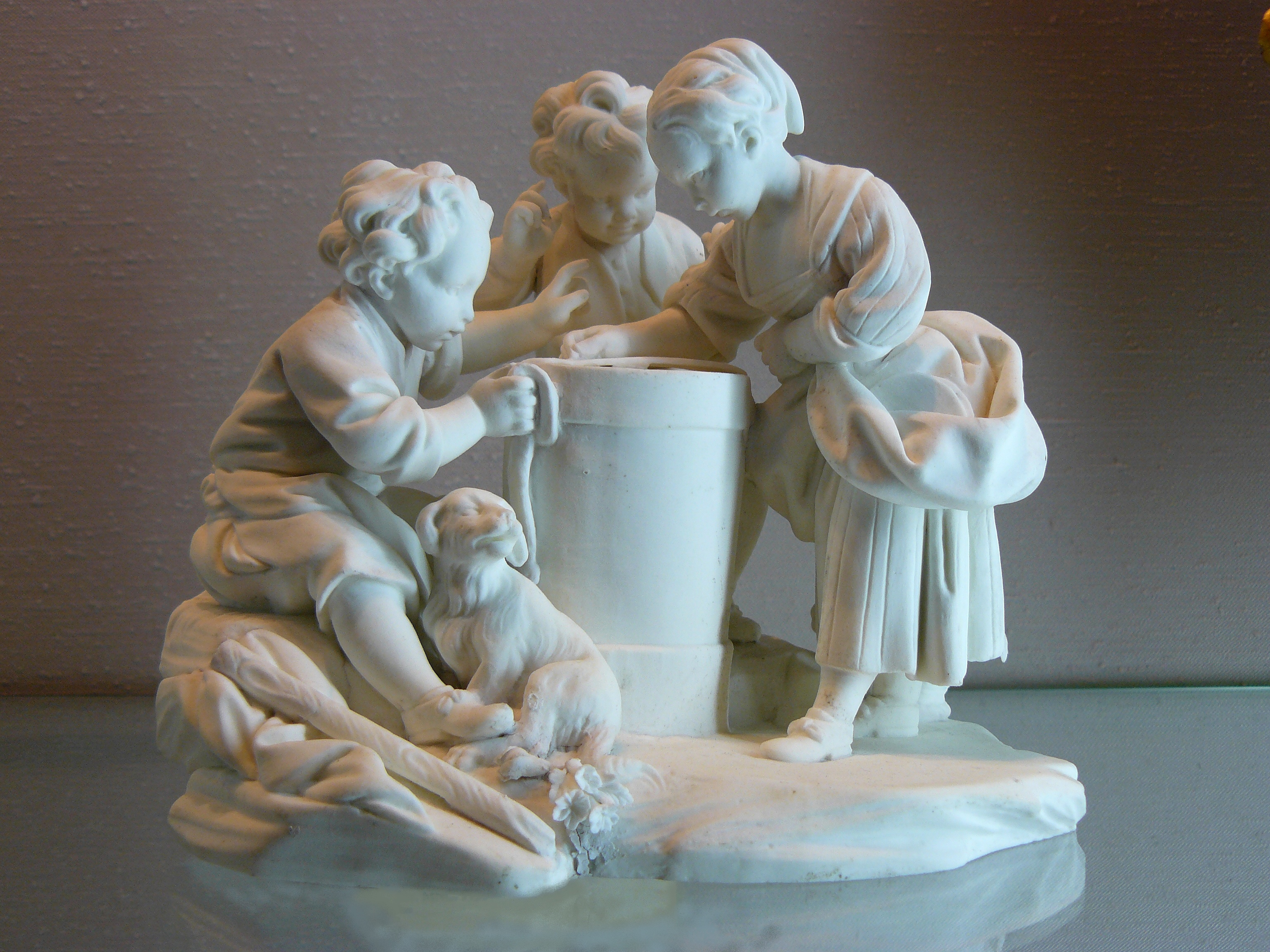
Дитяча лотерея, Севр, бісквіт

Могутні потенції у скульптора, що вимушено працював над легковажними сюжетами рококо, розгледів і відомий філософ та художній критик Дені Дідро. І саме Дідро порадить російській імператриці Катерині II кандидатуру Фальконе, коли та вирішила створити монумент Петру I.

### Стилістика творів Фальконе
Життя та творчість Фальконе припала на пору досить швидкої зміни декількох мистецьки стилів — пізнього бароко, рококо і класицизму. Митець широкого мистецького диапазону, Фальконе вдало працював в кожному з них, про що свідчать сульптурні групи «Смерть Мілона Кротонського», релігійні скульптури в церкві Св. Роха, алегоричні статуї «Музика» та «Зима», дрібна пластика в стилі рококо.
Примхливе і чудернацьке рококо не здатне було якісно відтворити героїчні, могутні характери. Фальконе добре відчував обмеженість стилістики рококо. І коли отримав замовлення на кінний монумент царя Петра І (Мідний Вершник), повністю відмовився від прийомів рококо, звернувшись до зразків античності та розвиненого бароко. Рококо могло не все.

### Мідний вершник

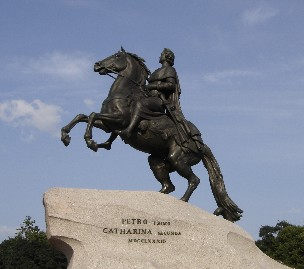
Мідний вершник

Після отримання замовлення з Росії працювати над монументом почав ще в Парижі. Вже там зробив модель із воску.
У Петербурзі працював майже 12 років. Обставини склались для скульптора невдало, і він покинув Росію до відкриття монументу.

### Смерть
Останні десять років скульптор хворів, стан ускладнився паралічем. Помер в Парижі.

### Неповний перелік творів Фальконе

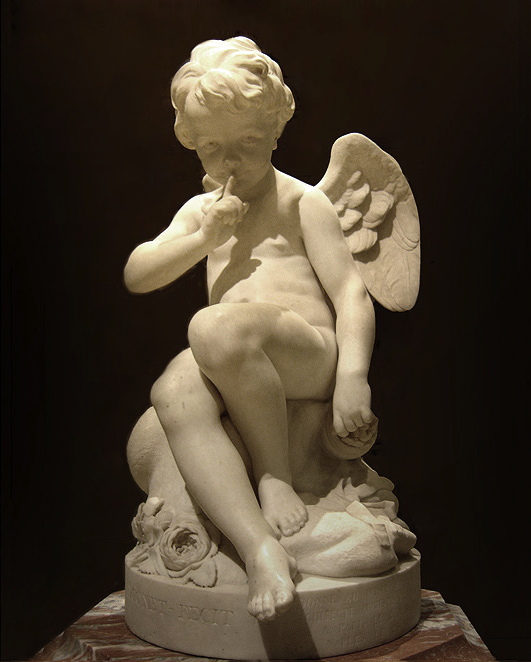
Погроза Амура, варіант, Лувр, Париж

- Музика(алегорична скульптура), мармур, Лувр
- Смерть Мілона Кротонського (мармур, Лувр)
- Смерть Мілона Кротонського (теракота, Ермітаж)
- Скульптури каплиці Розп'яття(церква Св. Роха, Париж)
- Скульптури каплиці Діви Марії (церква Св. Роха, Париж)
- Христос у Гетсиманському саду (Моління про чашу)
- мала пластика в стилі рококо(твори в різновиді порцеляни — бісквіт
- «Погроза Амура» — популярна скульптура, що розійшлася Європою у безлічі повторень та копій
- Алегорична скульптура «Зима», Ермітаж
- Пігмаліон та Галатея, мармур, Лувр
- Монумент царю Петру І — Мідний вершник, Петербург